# Aplosonyx shelfordi
Aplosonyx shelfordi es un coleóptero de la familia Chrysomelidae. Fue descrita científicamente por primera vez en 1905 por Jacoby.